# Caterina Banchelli
Caterina Banchelli (Firenze, 25 settembre 2000) è un'ex pallanuotista italiana, di ruolo portiere.

## Carriera
Dopo essersi dedicata al nuoto ed all'atletica nel 2012 si avvicina, spronata dal fratello, alla pallanuoto: viene tesserata così nel ruolo di portiere dalla Rari Nantes Florentia (stessa squadra in cui militava il fratello). Con la squadra toscana giocherà per anni in Serie A1 e si affermerà a livello nazionale ed internazionale. Nel 2023 (anche in seguito alla retrocessione in Serie A2 della Florentia) si trasferisce alla SIS Roma, con cui vince una Coppa Italia.
Con le nazionali giovanili italiane ha conquistato un argento e due bronzi ai mondiali di categoria. Successivamente inizia ad essere convocata regolarmente dal Setterosa guidato da Carlo Silipo, imponendosi presto come portiere titolare. Tra il 2022 ed il 2023 fa parte della squadra che si aggiudica il bronzo sia agli europei di Spalato, sia ai mondiali di Fukuoka.
Il 10 settembre 2024 annuncia il suo ritiro dall'attività professionistica a 23 anni.

## Palmarès

### Club
- Coppe Italia: 1

SIS Roma: 2023-24

### Nazionale
- Mondiali

Fukuoka 2023: 
- Europei

Spalato 2022: 
- Mondiali giovanili

Auckland 2016: 
Belgrado 2018: 
Funchal 2019: 